# Ñeta
A Associação Ñeta (Em espanhol Asociacion Ñeta, ou simplesmente Ñeta) é uma gangue hispânica.

## História
A Associacion Ñeta, foi fundada por Carlos Torres Irriarte também conhecido como "La Sombra" ("A Sombra"). Se iniciou no final dos anos 70 em uma prisão de segurança máxima chamada Oso Blanco Prison, localizada em Rio Piedras, Porto Rico. Começou a acreditar que os direitos dos internos estavam sendo violados por oficiais da prisão e por gangues viciadas. Eles formaram um grupo de proteção mútua, ostensivo a ajudar os moradores na situação de violação por guardas e outros internos; Primeiramente defender-se contra outras gangues de presos chamados "G'27" ("group 27"), ou "Insetos" ("Insectos") seus rivais são os Crips e os relatórios recentes dizem que os Ñetas terminaram seus problemas com os Latin Kings e os Bloods se tornando aliados em torno da área de New York City. Os Ñetas se identificam por vestirem as cores da bandeira porto-riquenha branca, vermelha, e do azul substituído as vezes pelo preto. Também, usando as letras "NDC" ("Ñeta De Corazon" - Ñeta de coração).
No início dos anos 80, os Ñetas se tornaram o grupo mais dominante na prisão de Rio Piedras. Após ter lutado, sua maneira entre os grupos de oposição e dos oficiais, a associação evoluiu para uma associação desenvolvida. Formando um clan de 300, eles tornaram-se a força dominante por trás dos bares de Oso Blanco intimidando ambos guardas e gangues rivais. A maioria dos internos foram conquistados pelo jeito de pensar de Irriarte e fizeram tudo o que podiam pela associação.